# Caisteal Torr
Caisteal Torr ist ein Dun auf der Halbinsel Kintyre im Council Area Argyll and Bute in Schottland. Es nimmt einen kleinen Platz, nahe am Gipfel eines langen steilen Bergrücken 680 m nordöstlich der Kirche von Achahoish ein. 
Der Gipfel des Caisteal Torr wird durch die Reste des halbrunden Duns besetzt. Die Mauern liegen an der Nord- und Südseite auf dem natürlichen Felsen. Ein Großteil des Mauerwerks wurde abgetragen. Außer im Westen überlebte eine bis zu 2,4 m breite und bis zu sechs Steinlagen hohe Mauer. Der Zugang war wahrscheinlich im Osten, von wo das Dun gut erreichbar ist. Der abschüssige Innenraum ist ungegliedert. 
Am höchsten Punkt des schroffen Bergrückens gelegen, genießt das Dun auf allen Seiten, besonders auf der Nordwestseite, wo die schroffen Felswände 13,5 m hoch sind, einen natürlichen Schutz. Ein Zugang ist nur durch einen gewundenen Weg zwischen zahlreichen Aufschlüssen möglich. Das Dun hat einen ungefähr D-förmigen Grundriss von 16 auf 12 m innerhalb der stark zerfallenen Trockenmauern. Die Außenwerke bestehen zum größten Teil aus kurzen Abschnitten von Mauern von relativ leichter Konstruktion, entlang der Felskante im Nordosten und Südwesten unterhalb des Duns. Ihr Zweck war es den unmittelbaren Zugang auf den Gipfel zu behindern. Diese Vorwerke sind auch bei prähistorischen Stätten in anderen Teilen Argylls zu finden.